# 海南市立中野上小学校
海南市立中野上小学校（かいなんしりつ なかのかみしょうがっこう）は、和歌山県海南市椋木にある公立小学校。

## 概要
1903年（明治36年）に創立される。
- 本館・東館・特別校舎の3つに分かれている。本館・東館は、渡り廊下でつながれている。
- クラブは、4年生からとなっており、体育・パソコン・家庭・理科・図工がある。
- 委員会は、5年生からとなっており、児童会・体育・給食放送・図書・環境・保健がある。

## 通学区域
沖野々・木津・椋木・溝ノ口・野上中全域、野上新全域、阪井の一部(木津団地)

## 通学区域が隣接している学校
- 海南市立南野上小学校
- 海南市立巽小学校
- 海南市立亀川小学校
- 海南市立北野上小学校
- 紀美野町立野上小学校
- 有田川町立小川小学校